# Ingo Mendel
Ingo Mendel (* 24. Juni 1960 in Menden) ist ein ehemaliger deutscher Basketballspieler. Der 2,08 Meter große Innenspieler absolvierte 55 A-Länderspiele für die Bundesrepublik Deutschland und nahm 1984 an den Olympischen Sommerspielen teil.

## Karriere
Mendel stammt aus Menden im Sauerland und spielte zunächst in der Jugendabteilung des SV Menden 1864. Er spielte später für den SSV Hagen, den ASC Göttingen und den 1. FC Bamberg in der Bundesliga. Mit Göttingen wurde er Deutscher Meister und gewann den DBB-Pokal. Zudem studierte und spielte Mendel Anfang der 1980er Jahre an der University of Southern California.

## Nationalmannschaft
Zwischen 1980 und 1987 bestritt er 55 A-Länderspiele für Deutschland und stand im bundesdeutschen Kader für die Europameisterschaft 1981 in der Tschechoslowakei sowie für die Olympischen Sommerspiele 1984 in Los Angeles.